# ألان إغلستون
ألان إغلستون هو طبيب وسياسي أسترالي، ولد في 30 ديسمبر 1941 في بوسلتون في أستراليا. نشط حزبياً في الحزب الليبرالي الأسترالي. وقد انتخب عضو مجلس الشيوخ الأسترالي ‏ عن دائرة أستراليا الغربية ‏ (1 يوليو 1996 – 30 يونيو 2014).

## وصلات خارجية
- الموقع الرسمي